# Santa Marta del Cerro
Santa Marta del Cerro is een gemeente in de Spaanse provincie Segovia in de regio Castilië en León met een oppervlakte van 14,85 km². Santa Marta del Cerro telt 43 inwoners (1 januari 2016).

## Demografische ontwikkeling
Bron: INE, 1857-2011: volkstellingen